# Mistrzostwa Europy w Lekkoatletyce 1978 – bieg na 800 m mężczyzn

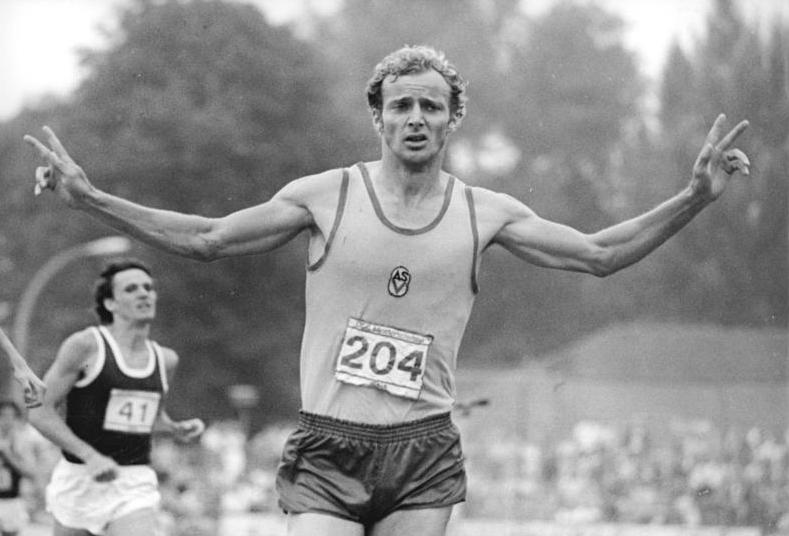
Olaf Beyer

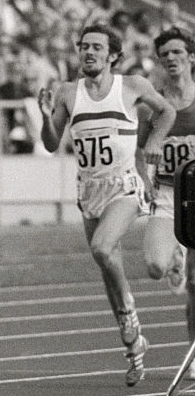
Steve Ovett

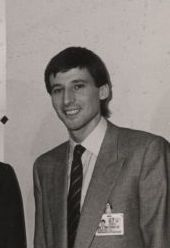
Sebastian Coe

Bieg na dystansie 800 metrów mężczyzn był jedną z konkurencji rozgrywanych podczas XII mistrzostw Europy w Pradze. Biegi eliminacyjne zostały rozegrane 29 sierpnia, półfinałowe 30 sierpnia, a bieg finałowy 31 sierpnia 1978 roku. Zwycięzcą tej konkurencji został reprezentant Niemieckiej Republiki Demokratycznej Olaf Beyer. W rywalizacji wzięło udział dwudziestu czterech zawodników z piętnastu reprezentacji.

## Rekordy
| Rekord świata     | Alberto Juantorena (CUB)  | 1:43,4  | Sofia, Bułgaria  | 21.08.1977 |
| Rekord Europy     | Marcello Fiasconaro (ITA) | 1:43,7  | Mediolan, Włochy | 27.06.1973 |
| Rekord mistrzostw | Luciano Sušanj (YUG)      | 1:44,07 | Rzym, Włochy     | 04.09.1974 |

## Wyniki

### Eliminacje
Rozegrano cztery biegi eliminacyjne. Do półfinałów awansowało po trzech najlepszych zawodników każdego biegu eliminacyjnego (Q), a także czterech spośród pozostałych z najlepszymi czasami (q).
Bieg 1
| Miejsce | Zawodnik             | Czas    | Uwagi |
| ------- | -------------------- | ------- | ----- |
| 1       | Steve Ovett          | 1:47,80 | Q     |
| 2       | Hans-Peter Ferner    | 1:48,1  | Q     |
| 3       | Markku Taskinen      | 1:48,3  | Q     |
| 4       | Detlef Wagenknecht   | 1:48,4  | q     |
| 5       | Władimir Małoziemlin | 1:48,6  |       |
| 6       | Carlo Grippo         | 1:48,6  |       |

Bieg 2
| Miejsce | Zawodnik       | Czas    | Uwagi |
| ------- | -------------- | ------- | ----- |
| 1       | Olaf Beyer     | 1:47,22 | Q     |
| 2       | Arno Korneling | 1:48,1  | Q     |
| 3       | Günther Hasler | 1:48,5  | Q     |
| 4       | Justin Gloden  | 1:49,0  |       |
| 5       | Peter Hoffmann | 1:49,3  |       |

Bieg 3
| Miejsce | Zawodnik             | Czas    | Uwagi |
| ------- | -------------------- | ------- | ----- |
| 1       | Andreas Busse        | 1:49,08 | Q     |
| 2       | José Marajo          | 1:49,4  | Q     |
| 3       | Anatolij Rieszetniak | 1:49,5  | Q     |
| 4       | Milovan Savić        | 1:50,0  |       |
| 5       | Milan Timko          | 1:50,5  |       |
| 6       | Panajotis Palikaris  | 1:51,6  |       |

Bieg 4
| Miejsce | Zawodnik           | Czas    | Uwagi |
| ------- | ------------------ | ------- | ----- |
| 1       | Sebastian Coe      | 1:46,82 | Q     |
| 2       | Roger Milhau       | 1:47,07 | Q     |
| 3       | Uwe Becker         | 1:47,13 | Q     |
| 4       | Dragan Životić     | 1:47,18 | q     |
| 5       | Władimir Podoljako | 1:47,19 | q     |
| 6       | Sermet Timurlenk   | 1:47,23 | q     |
| 7       | Jón Didriksson     | 1:50,4  |       |

### Półfinały
Rozegrano dwa półfinały. Do finału awansowało po czterech najlepszych zawodników każdego biegu półfinałowego (Q).
Półfinał 1
| Miejsce | Zawodnik           | Czas    | Uwagi |
| ------- | ------------------ | ------- | ----- |
| 1       | Sebastian Coe      | 1:47,44 | Q     |
| 2       | Andreas Busse      | 1:47,6  | Q     |
| 3       | José Marajo        | 1:47,7  | Q     |
| 4       | Władimir Podoljako | 1:47,8  | Q     |
| 5       | Markku Taskinen    | 1:47,9  |       |
| 6       | Uwe Becker         | 1:48,2  |       |
| 7       | Detlef Wagenknecht | 1:48,5  |       |
| 8       | Arno Korneling     | 1:49,2  |       |

Półfinał 2
| Miejsce | Zawodnik             | Czas    | Uwagi |
| ------- | -------------------- | ------- | ----- |
| 1       | Steve Ovett          | 1:46,51 | Q     |
| 2       | Olaf Beyer           | 1:46,74 | Q     |
| 3       | Dragan Životić       | 1:46,94 | Q     |
| 4       | Anatolij Rieszetniak | 1:47,2  | Q     |
| 5       | Hans-Peter Ferner    | 1:47,4  |       |
| 6       | Sermet Timurlenk     | 1:47,9  |       |
| 7       | Roger Milhau         | 1:48,9  |       |
| 8       | Günther Hasler       | 1:49,3  |       |

### Finał
| Miejsce | Zawodnik             | Czas    | Uwagi |
| ------- | -------------------- | ------- | ----- |
| 1       | Olaf Beyer           | 1:43,84 | CR    |
| 2       | Steve Ovett          | 1:44,09 |       |
| 3       | Sebastian Coe        | 1:44,76 |       |
| 4       | Anatolij Rieszetniak | 1:45,79 |       |
| 5       | Władimir Podoljako   | 1:46,24 |       |
| 6       | Andreas Busse        | 1:47,1  |       |
| 7       | Dragan Životić       | 1:47,4  |       |
| 8       | José Marajo          | 1,53,4  |       |